# 非暴力行動與戰略應用中心
非暴力行動與戰略應用中心（英語：Centre for Applied Nonviolent Action and Strategies），簡稱CANVAS是一個致力於推廣非暴力行動的非盈利，非政府的教育機構，總部位於塞爾維亞首都貝爾格萊德。由塞爾維亞學生運動「抵抗！」領袖斯爾賈·波波維奇和當地互聯網公司Orion Telecom的CEO斯洛博丹·德吉諾維奇於2003年建立。該組織致力於將2000年成功推翻時任南斯拉夫聯盟共和國總統斯洛博丹·米洛舍维奇的經驗推廣到其他國家，方式如派遣活動家到當地和開展培訓活動。

## 沿革
1998年南斯拉夫聯盟共和國頒佈《大學法》削弱貝爾格萊德大學的獨立性，引起學校教授和學生的激烈反對，10月斯爾賈·波波維奇和斯洛博丹·德吉諾維奇等人在貝爾格萊德成立學生組織「抵抗！」展開長期的抗爭活動，活動從開始的學校獨立性問題，擴大到其他範疇。組織為集體領導，斯爾賈·波波維奇主要負責人力資源和非暴力行動的培訓。2000年9月南斯拉夫聯盟共和國總統大選，斯洛博丹·米洛舍维奇否認落敗，「抵抗！」組織大量活動人士，并且說服塞爾維亞安全部隊不遵守斯洛博丹射擊抗議者的命令，迫使斯洛博丹下台。
由於「抵抗！」接受美國資助，但是拒絕承認，在斯洛博丹下台後不久（2000年11月）被揭發，大部分成員因此而離開組織。「抵抗！」之後開始積極對外幫助其他地區舉行非暴力行動的活動，斯洛博丹·德吉諾維奇就前往白俄羅斯協助當地學生組織「牛仔」，2002年又與格魯吉亞的學生運動組織「夠了」交流。2003年末，斯爾賈·波波維奇和斯洛博丹·德吉諾維奇在津巴布韋培訓人員期間，決定成立CANVAS，推廣相關經驗。而抵抗！2003年末改組成正政黨參選，不過由於票數不足落敗，2004年并入民主黨。
「抵抗！」的非暴力行動深受吉恩·夏普的作品影響。在斯洛博丹下台後，斯爾賈·波波維奇和斯洛博丹·德吉諾維奇都親自與吉恩·夏普會面，CANVAS的建立也得到吉恩·夏普建立的阿爾伯特·愛因斯坦研究所的實質支持。吉恩·夏普的理論和作品也成為CANVAS教材的重要基礎。

## 資金
CANVAS自称一半的運營成本由創始人當地互聯網公司Orion Telecom的CEO斯洛博丹·德吉諾維奇承擔。其餘為私人捐贈，并且拒絕任何政府的捐助。在2011年Stratfor泄露的電郵中，透露了CANVAS的資金源於阿爾伯特·愛因斯坦研究所、民主研究指南、國際非暴力衝突中心、國際共和學會和國際事務全國民主研究所。而斯洛博丹·德吉諾維奇本人是很多美國資金在貝爾格萊德的主要聯絡人。

## 教學内容
CANVAS的課程以英文授課，認為非暴力行動的成功元素為「團結、計畫和非暴力紀律」，培訓者需要根據當地国情進行分析和評估，包括當地「社會支柱」（軍人、警察、司法機構、官僚機構）的作用，如何讓群衆遠離他們，參與到非暴力行動中。然後就是戰略和策略，要設計一些門檻低，可以讓所有人參與，并且可以在嚴酷的環境持續的活動。
而成功的關鍵是取決於人民的不滿程度與國家暴力機構警察、軍隊和社會利益團體的忠心程度。CANVAS教導培訓者去理解權力的來源和構成，權力分為權威、人力資源、技能和知識、物質資源、無形因素和制裁。而權力來源是源於人民的服從性，改變人民的意願，當權者就是失去權力的控制力。CANVAS强調各社會支柱的作用，社會支柱除了政府的部分，還有教育系統，媒體，宗教團體，商界。在充分認識到各社會支柱之間的差異後，要將其分離和拉攏，在改變足夠多群衆的看法，離開他們相關的支柱時，政府也會對運動進行妥協，甚至放棄他的權力。

## 影響
CANVAS至今已經有五十多個國家的組織展開合作，教導他們如何與政府對抗。部分接受他們建議的組織，在格魯吉亞、烏克蘭、敘利亞占領的黎巴嫩、馬爾代夫和埃及成功推翻了當地政府。
在CANVAS成立之前，斯洛博丹·德吉諾維奇和「抵抗！」就已經開始和格魯吉亞的學生運動組織「夠了」展開交流，2003年「夠了」發起玫瑰革命迫使時任格魯吉亞總統爱德华·谢瓦尔德纳泽下台。
CANVAS成立後第一個的參與建設的組織是津巴布韋的Zvakwana/Sokwanele，不過活動并不成功，之後亦協助津巴布韋最大反對黨争取民主变革运动－茨万吉拉伊進行反對政府示威活動，致力推翻津巴布韋執政黨辛巴威非洲民族聯盟－愛國陣線。
2004年烏克蘭橙色革命中，CANVAS派出活動家為烏克蘭學生運動組織「是時候了」進行訓練和指導。
2005年黎巴嫩雪杉革命爆發之前，CANVAS培訓了當地的活動家，運動成功讓敘利亞撤出黎巴嫩所有駐軍。
在馬爾代夫，CANVAS對當地反對派進行培訓，幫助他們在2008年選舉中擊敗統治馬爾代夫三十年的穆蒙·阿卜杜勒·加尧姆。
埃及4月6日青年运动創始人穆罕默德·阿德爾，在2008年到2011年埃及革命期間參加CANVAS的培訓計畫。穆罕默德·阿德爾也在埃及組織了各種CANVAS課程班，在埃及革命之前出現的匿名小冊子《如何聪明地抗议》内容都是源於CANVAS的教材。

## 院校合作
CANVAS和歐美多家院校有展開合作課程，教授非暴力的政治和社會變革。如哈佛大學，紐約大學，哥倫比亞大學、倫敦大學學院、肯尼迪政府学院等。2017年CANVAS創始人斯爾賈·波波維奇獲任聖安德魯斯大學的學生校長。

## 爭議
2011年，黑客組織匿名者闖入私人情報公司Stratfor的服務器，並將盜取的電郵公佈在維基解密上，而Stratfor是一家和美國軍方和美國情報機構有密切合作的情報公司。盜取的電郵包括斯爾賈·波波維奇和Stratfor的來往電郵，維基解密在Twitter上表示CANVAS被Stratfor用來監視反對派團體。
後續數年Stratfor的電郵泄露，披露CANVAS和Stratfor更多的電郵資料。媒體曝光CANVAS創始人斯爾賈·波波維奇和Stratfor關係緊密，妻子曾在Stratfor任職，而斯爾賈·波波維奇也在沒有獲得菲律賓、利比亞、突尼斯、越南、西藏、委内瑞拉、巴林、馬來西亞和伊朗等各地活動家的同意下將他們的信息轉給Stratfor。前Stratfor情報分析師帕皮克在某電郵中評論CANVAS「他們仍然迷上美國的基金而且基本上前往世界各地，試圖去推翻獨裁者和專制政府（美國人不喜歡的那些）」。
CANVAS在2014年被阿拉伯聯合酋長國列為恐怖組織。
2013-14年香港發生讓愛與和平佔領中環和雨傘革命，BBC報道約有1000名香港的示威者在奧斯陸自由論壇接受過訓練，報道之後遭到香港方面發起運動的組織抗議報道失實，之後BBC更改報道，并且强調CANVAS創始人斯爾賈·波波維奇並沒有參與到香港的示威活動中。
2019年津巴布韋媒體《The Patriot》指出雖然斯爾賈·波波維奇曾聲明從未前往過津巴布韋，也沒有以任何形式參與到當地的政策和政黨之中，但是他們有資料顯示去年5月斯爾賈·波波維奇在赞比亚的利文斯顿（毗鄰津巴布韋邊境）的酒店培訓25名來自津巴布韋民間和反對黨的人士。
2019年香港發生反對逃犯條例修訂草案運動，央視網指出示威人士使用的手段和CANVAS的教材内容十分相似。香港作家努雷·維塔奇在其2020年的著作《故事的另一面：一場在香港的秘密戰爭》中披露過去一年香港的運動，奧斯陸自由基金會、阿爾伯特·愛因斯坦研究所和CANVAS有直接參與其中。
中國國際關係學者沈逸認為CANVAS組織是顔色革命的重要推手。

## 出版物
出版刊物均可以免費在網上下載（ （页面存档备份，存于）），部分作品有中文版，由中国权利在行动翻譯
- 《非暴力行動與戰略應用中心核心教程：有效的非暴力抗爭指南》2007年
- 《非暴力抗争战略战术的50个要点》2007年
- 《抵抗！簡史》2008年
- 《Making Oppression Backfire》2013年
- 《Handbook for Working with Activists》2017年

## 獎項
- 2010年CANVAS和两位創始人獲得丹麥PL（保羅·勞里森）基金會和平獎[32]

## 外部網站
- 官方网站（英文）